# Robert Filmer
Robert Filmer (c. 1588-26 de mayo de 1653) fue un juez de paz, oficial y escritor inglés. Entre sus obras destaca Patriarca o el poder natural de los reyes, publicado de manera póstuma en 1680, veintisiete años después de su muerte y en vísperas de la Revolución Gloriosa.
Defensor de la doctrina del derecho divino o «poder natural» de los reyes, fue objeto de numerosas críticas e intentos de refutación por los pensadores whig, como Algernon Sidney (Discourses concerning government), James Tyrrell (Patriarcha non monarcha) o John Locke (Dos tratados sobre el gobierno civil). Este último consagró su primer Tratado a su impugnación y le llamó «el gran campeón del poder absoluto».

## Biografía
Robert Filmer nació en torno a 1588, hijo primogénito de sir Edward Filmer y Elizabeth Filmer (nacida Argall) de East Sutton, en Kent. Poco o nada se sabe de su infancia. En 1604, se matriculó en el Trinity College de Cambridge; aun sin completar sus estudios, fue admitido en la Lincoln's Inn el 24 de enero de 1605. Sería llamado a tribunales (call to the bar) en 1613, si bien no existe evidencia de que hubiese llegado a ejercer. Para su estancia en Londres, compró la portería de Abadía de Westminster. Poco después, el 8 de agosto de 1618, se casó con Anne Heton en la iglesia de San Leonardo; su primer hijo recibiría el bautismo en febrero de 1620. En enero del año anterior, el rey Jacobo I de Inglaterra le había nombrado caballero en Newmarket.
A la muerte de su padre Edward en noviembre de 1629, Robert, como varón mayor, heredó y se hizo cargo de la casa y el estado de los Filmer, una de las familias nobiliarias más antiguas de Kent. Durante los años siguientes, en la década de 1630, se convirtió en juez de paz y oficial de la milicia condal. Tanto Robert como su primogénito, llamado Edward (a semejanza de su abuelo), fueron activos opositores del Parlamento largo. Filmer fio cinco mil libras para la puesta en libertad de su amigo sir Roger Twysden, a quien habían apresado por participar en la petición de Kent, en marzo de 1642. En represalia, el ejército parlamentario saqueó su casa señorial ese mismo septiembre; al año siguiente, impusieron duros tributos sobre sus propiedades en Westminster y Kent para financiar la causa parlamentaria. Sospechoso de apoyar al rey Carlos I, el comité condal abrió una investigación contra él, sin descubrir evidencia alguna. Filmer dijo a los investigadores que considerasen «cuán lejos había estado de entrometerse en cualquier bando tanto en hechos como en palabras». Uno de sus tenedores afirmó que Filmer había escondido armas para los realistas; al parecer, una acusación falsa. Quizás por esta razón, Filmer fue apresado por varios años en el castillo de Leeds, con sus estados requisados.
Filmer falleció en torno al 26 de mayo de 1653. Su funeral se celebró el día 30 en East Sutton, donde fue enterrado en la iglesia, rodeado de familiares desde su generación hasta la décima. Anne le sobrevivió, así como tres hijos y una hija, habiendo visto morir a un niño y una niña. Uno de ellos, también Robert, fue nombrado el primer baronet Filmer en 1674. Otro, Beversham Filmer, se convirtió en dueño del Luddenham Court, cerca de Faversham, que luego pasó en herencia por su familia.
Su vida siempre tuvo siempre un carácter local y familiar, no llegando a frecuentar nunca ambientes cortesanos. Sus diversos escritos tienen siempre un carácter muy restringido y local. Al escribir, no pretende ser publicado, sino que su propósito va encaminado a ser conocido tan sólo dentro del ambiente nobiliario del condado, entre sus amigos, discípulos y contradictores. Esta falta de pretensiones ulteriores da a sus escritos un carácter, por así decirlo, ingenuo, familiar, asistemático y como de aficionado.[cita requerida]

## Pensamiento y obra
EI pensamiento de Filmer alcanza a tener difusión general cuando se publica su obra Patriarca, en 1680, casi treinta años después de su muerte. La idea patriarcal filmeriana es objeto entonces de mofa por parte de los grandes historiadores y parlamentarios, pero forma parte importante de la polémica doctrinal planteada en torno a la cerrada disputa Corona-Parlamento, al final del siglo xvii. La potestad de los reyes se derivaba de un discurso patriarcal, los reyes eran descendientes directos de Adán, el primer hombre sobre la tierra, según el creacionismo. La predisposición monárquica de Filmer está basada en la idea de que Dios gobierna el Universo al modo monárquico, y que esta forma de gobierno es la mejor para la humanidad. Concretamente afirma Filmer: «¿Acaso no encontramos que en toda familia el gobierno de uno sólo es lo más natural? Dios siempre ha gobernado su propio pueblo bajo una sola monarquía». Las tesis de Filmer son defensoras de la corona, frente a las revolucionarias ideas liberales proparlamentarias. Frente a esta posición se sitúa John Locke, que representa el punto opuesto: el Parlamento,  quien es -a su juicio-,  el que debe estar controlando la Corona.  La monarquía está  defendida con el argumento antropológico del origen del hombre, que así viene a coincidir con el filosófico y teológico, constituyéndose en su base. El punto de partida es una cita de San Juan Crisóstomo cuando afirma que «Dios hizo a toda la humanidad de un solo hombre para que éste enseñara al mundo a ser gobernado por un rey, y no por una multitud». Los simpatizantes de la monarquía intentaron reivindicar la autoridad que regía a favor del pueblo argumentando que la elección viene de Dios, pero es el pueblo el que constituye a los gobernantes. El argumento aparecería como un afán de distanciarse del derecho divino de los reyes.
De la obra de Filmer hay dos ediciones españolas: una de 1920, traducida por Pablo de Azcárate para la Colección universal de Calpe; y otra de 2010, publicada por Alianza Editorial y traducida por Ángel Rivero Rodríguez.